# Aïn Cheggag
Aïn Cheggag (arabiska: عين الشكاك) är en ort i Marocko, som i folkräkningen räknas som stad i landskommunen med samma namn. Den ligger i provinsen Sefrou och regionen Fès-Meknès, 170 km öster om huvudstaden Rabat. Antalet invånare var 10 124 vid folkräkningen 2014.